# Огненный Лорд
Огненный Лорд (англ. Firelord) — персонаж издательства Marvel Comics. Наиболее известен как один из вестников Галактуса.

## История публикаций
Огненный Лорд был создан сценаристом Джерри Конвеем и художником Джоном Бьюсемой и впервые появился в Thor vol. 1 #225 (Июль 1974).

## Биография
Пиреус Крил родился на планете Ксандар, в Туманности Андромеды. Он окончил академию Корпус Нова, военно-исследовательской организации планеты Ксандар. Он служил на борту космического корабля «Исследователь Пути» под командованием Габриэля Лэна. Пиреус и Габриэль были хорошими друзьями, до тех пор пока Галактус не похитил последнего и не обратил его в своего вестника по имени Ищущий по Воздуху. В связи с исчезновением Габриэля, главным на корабле стал Крил, как первый помощник капитана. Пиреус направился на поиски лучшего друга. Ослушавшись приказа командира, Крил продолжил поиски. Ему удалось выследить корабль Пожирателя миров, после чего он телепортировался на борт. Галактус был удивлен смелостью Ксандарианина, и согласился рассказать о судьбе его командира, в обмен на обещание Крила стать его новым вестником. Тот согласился и был превращён в Огненного Лорда. Не желая терять своего вестника, Галактус стёр ему память.
После периода рабства Огненный Лорд попросил у Галактуса свободы. Тот согласился, но взамен Огненный Лорд должен был подыскать себе замену. В связи с этим Огненный Лорд отправился на Землю, где встретился с асгардским богом грома Тором и греческим полубогом Геркулесом. Вскоре Огненный Лорд узнал, что его друг Габриэль погиб в бою с Тором. Чувствуя свою вину, Тор дал ему доспехи Разрушителя, которые были оживлены. Таким образом Разрушитель стал новым вестником Галактуса, а Огненный Лорд обрёл свободу. После оказания помощи Тору несколько раз, Огненный Лорд вернулся в космос. Несколько месяцев спустя он вернулся и сразился с Людьми-Икс.
Несколько лет спустя Огненный Лорд помог Тору в борьбе против андроида Ищущего по Воздуху, а затем улетел в космос с его остатками. Некоторое время спустя он сталкивается с Человеком-пауком, на тот момент владеющим инопланетным костюмом. В этом бою Огненный Лорд потерпел унизительное поражение. Огненный Лорд также помогал супергероям, входящим в команду Мстители в бою против Небулы. Несколько раз он оказывал помощь Серебряному Сёрферу, в основном в борьбе против Морджа — самого жесткого слуги Галактуса. Затем он помог Тору в битве с Таносом. В дальнейшем он, наряду с Ищущим по Воздуху помогает Нове в битве с Суперновой.

### Аннигиляция
Спустя некоторое время Огненный Лорд стал мишенью Искателей, спецотряда Аннигилуса. Вместе с Красным Шифтом он спасает от Искателей Серебряного Серфера. Вестники отправились уничтожить корабли Аннигилуса над планетой, и это им удалось, Пиреус даже смог проник на флагман армады, где оказалась одна из Королев Аннигилуса, и таким образом Огненный Лорд подтвердил опасения Новы насчёт того, кто управлял ульями. Он захватил её в плен, но во время боя истощил свои силы, и его полумертвым доставили на базу. Он был помещен в капсулу для исцеления. Пиреус проснулся во время разгара атаки Рэйвеноуса на их фронт, как раз во время боя между Ронаном  и Рэйвеноусом. Во время боя его капсула была разбита, и он проснулся. Он напал на Рэйвеноуса, спасая тем самым жизнь Ронана, который был уже без сознания. Лорд спровоцировал мощный взрыв, который заставил вестника Аннигилуса отступить. После битвы и победы Объединенного Фронта Супер-Скрулл вывел с развалин бессознательных Ронана и Огненного Лорда. Спустя некоторое время после этих событий и подписания мирного соглашения, Огненный Лорд, который был крайне недоволен соглашением, посвятил себя охоте на оставшихся войск Аннигилуса.

## Силы и способности
Огненный Лорд способен манипулировать космической энергией в виде звёздного огня. Он может высвобождать этот огонь через любую клетку своего тела. Он может проецировать луч огня, напоминающий солнечный луч, на расстояние в сотни километров. Огненный Лорд со временем научился контролировать свой собственный звёздный огонь до такой степени, что может проецировать огромное огненное кольцо, которое может как защитить, так и убить, вокруг объекта или существа. Кроме того, с великой силой Огненный Лорд получил знания о самых таинственных уголках Вселенной.
Помимо этого Огненный Лорд может летать, а также обладает сверхчеловеческими полномочиями: сверхчеловеческой силой, выносливостью и рефлексами. Он может разгоняться быстрее чем скорость света.
В бою Огненный Лорд использует космический жезл, концы которого оснащены неугасимым пламенем. В основном через него Огненный Лорд пропускает космический огонь. Жезл также можно разделить на несколько частей.

## Альтернативные версии

### Guardians of the Galaxy
В 31 веке Огненный Лорд становится союзником Стражей Галактики. В этой реальности он носит прозвище «Защитник Вселенной». Некоторое время спустя Огненный Лорд присоединяется к южной группе Стражей Галактики.

### Heroes Reborn
В это реальности Огненный Лорд является одним из пяти вестников Галактуса. Когда-то давно он принёс себя в жертву Пожирателю миров, так как тот хотел разрушить его родной мир. Порой он не одобряет действия Галактуса, однако лояльно относится к своему хозяину.

### Marvel Zombies 2
В реальности Marvel Zombies Пиреус Крил появляется как один из «космических зомби», которые возвращаются на Землю спустя 40 лет после первого инфицирования. Он помогал команде зомби находить и есть каждое живое существо во вселенной. Он не способен говорить из-за сломанной челюсти. Огненный Лорд погибает, при попытке остановить Халка.

## Появления вне комиксов

### Телевидение
- Огненный Лорд появляется в мультсериале «Фантастическая четвёрка» (1994) в эпизоде «Серебряный Сёрфер и пришествие Галактуса часть 2», где его озвучил Алан Оппенгеймер[21]. Галактус призывает его и Терракса на бой с Фантастической Четвёркой, пока он настраивает машину для уничтожения Земли. По завершении настройки, Галактус отзывает своих вестников обратно.
- В мультсериале «Супергеройский отряд» (2009) Огненный Лорд появляется как один из вестников Галактуса. Ему завидует Человек-факел, так как он может использовать свои полномочия в пространстве[22].
- Огненный Лорд появляется в заключительной серии мультсериала «Мстители. Величайшие герои Земли» (2010). Он представлен как один из четырёх вестников Галактуса, изображённый как материальный сгусток пламени. Он сражается против Чёрной пантеры, Зимнего солдата, Невидимой леди, Человека-муравья и Халка. Невидимая леди отрезает ему кислород своим силовым полем, после чего Халк, хлопнув в ладоши, тушит его, а Зимний солдат уничтожает с помощью гранатомёта созданную им машину для поглощения планеты Галактусов.
- В мультсериале «Халк и агенты У.Д.А.Р.» (2013) Огненный Лорд появляется в эпизоде «Планета Халка: Часть 2», где его озвучил Джон Ди Маджо[23]. Он появляется в качестве последнего вестника Галактуса.

### Видеоигры
Огненный Лорд является одним из боссов игры Silver Surfer (1990).